# 华荟
华荟（3世纪—317年），字敬叔，西晋官员。华廙子，华混弟，华恒兄。
晋怀帝永嘉五年（311年）六月，汉攻破西晋都城洛阳，河南尹华荟出奔到成皋，司空荀籓出奔到阳城。叛首侯都等经常抢人吃，荀籓、华荟的部曲多为他们所吃。汝阴太守李矩讨灭侯都等，保护荀籓、华荟，为他们建立房屋，给他们输送谷物。
荀籓承制与弟光禄大夫荀组、中领军华恒、华荟在密县建立行台，又因为密县靠近敌军，与荀籓外甥秦王司马业南下许颍。
七月，幽州刺史王浚布告天下，自称受诏承制，以荀籓为太尉，荀组为司隶校尉，大司农华荟为太常，中书令李絙为河南尹。
东晋建武五年（317年）八月，汉帝刘聪派河南郡太守赵固于定颍袭杀卫将军华荟父子。